# Грабцы (Лебединский район)
Грабцы (укр. Грабці) — село,
Будильский сельский совет,
Лебединский район,
Сумская область,
Украина.
Код КОАТУУ — 5922981203. Население по переписи 2001 года составляло 0 человек .

## Географическое положение
Село Грабцы находится на расстоянии в 1,5 км от села Софиевка.
Рядом проходит автомобильная дорога Т-1918.